# Jou
Jou é uma povoação portuguesa sede da Freguesia de Jou do Município de Murça, freguesia com 37,2 km² de área e 535 habitantes (censo de 2021), tendo, por isso, uma densidade populacional de 14,4 hab./km².
No início do século XVIII, Jou era um local cobiçado pelos nobres pelas suas características vinhateiras. A freguesia ainda mantém alguns dos costumes tradicionais dessa época.

## Geografia
A freguesia situa-se num planalto a cerca de 700 metros de altitude, na zona que habitualmente é designada por sub-montanha. Tem como ponto de passagem a estrada regional 314, que estabelece a ligação entre Murça e Chaves.
A freguesia de Jou está dividida em vários lugares: Cimo de Vila, Aboleira, Freiria, Rio, Novaínho, Olgas, Banho, Penabeice, Granja, Castelo, Toubres, Mascanho e Vale d'Égua.
O bairro do Castelo situa-se numa zona de planalto com uma paisagem deslumbrante. Tem um imponente Castro, com uma mamoa ultimamente posta a descoberto. Um bairro com as casas tradicionais, - infelizmente a precisarem de intervenção (recuperação), um bairro que merece ser visto pelo poder com outros olhos, que pode e deve ser incluído num roteiro turístico para quem visita jou. Não darão por mal empregue a visita ao Castelo.
Na freguesia de Jou vive-se sobretudo da agricultura e da pecuária. A agricultura ainda é praticada de forma bastante tradicional, sendo as suas principais características o pousio, a utilização de estrumes, sementes e plantas não seleccionadas, trabalho manual e dos animais, ausência de associativismo agrícola e técnicas rudimentares. No entanto, actualmente, já se vai verificando traços de uma agricultura “moderna”. Esta freguesia destaca-se na produção da castanha que é de muito boa qualidade. A agricultura tem sentido falta de apoios sendo por isso uma actividade pouco rentável, o que originou um acrescido abandono dos terrenos.
As festas que mais se destacam na freguesia de Jou são as festas do '''Corpo de Deus''' e a de '''Santa Isabel'''. A festa em honra de Santa Isabel realiza-se no último fim de semana de Julho, no Santuário de St.ª Isabel situado no ponto mais alto da freguesia onde na tarde de Sábado existem diversas actividades entre as quais se salienta a exposição de gado ovino e caprino. No domingo, para além das tradicionais celebrações religiosas, que incluem uma majestosa procissão, há concertos de bandas filarmónicas e,durante a noite, o arraial onde o povo convive e se diverte.
A igreja Matriz de Jou situa-se no bairro da Freiria. Esta aldeia possui um campo de futebol/futsal em Cimo de Vila, local onde também se pode encontrar a sede da Associação Cultural, Desportiva e Social de Jou (ACDSJ), edifício este, que até a data se tem mostrado de pouco proveito para a comunidade, tendo esta colectividade sido fundada em 1983 e que desenvolve atividades de âmbito cultural, desportivo e social.

## Demografia
A população registada nos censos foi:
| Distribuição da População por Grupos Etários | Distribuição da População por Grupos Etários | Distribuição da População por Grupos Etários | Distribuição da População por Grupos Etários | Distribuição da População por Grupos Etários |
| -------------------------------------------- | -------------------------------------------- | -------------------------------------------- | -------------------------------------------- | -------------------------------------------- |
| Ano                                          | 0-14 Anos                                    | 15-24 Anos                                   | 25-64 Anos                                   | > 65 Anos                                    |
| 2001                                         | 84                                           | 91                                           | 373                                          | 246                                          |
| 2011                                         | 52                                           | 40                                           | 294                                          | 268                                          |
| 2021                                         | 22                                           | 40                                           | 200                                          | 273                                          |

## Toponímia
O nome «Jou» é de origem incerta, sendo certo que o linguista português José Pedro Machado conjecturou que poderia provir do genitivo latino Jovis, que significa «relativo a Júpiter (a divindade)», plausivelmente por remissão às jazidas de estanho sitas nesta região, metal que era tradicionalmente consagrado ao deus romano Júpiter.